# 음부신경 마취
음부신경 마취(pudendal anesthesia, pudendal block, saddle block)는 겸자로 아기를 분만하는 동안 통증을 완화하기 위해 산과에서 일반적으로 사용되는 국소 마취의 한 종류이다. 음부신경 마취는 음부신경 마취가 사용되기 이전에 일반적으로 쓰였던 겸자 분만 시의 실신을 방지한다. 마취는 골반의 궁둥뼈가시 근처의 음부신경을 차단하여 이루어진다. 궁둥뼈가시는 골반뼈 출구에서 큰궁둥구멍과 작은궁둥구멍을 나눈다.

## 역할
음부신경 마취는 음부신경이 위치한 음부신경관에 리도카인이나 클로로프로카인과 같은 국소 마취제를 주사하는 방식으로 이루어진다. 이런 마취법은 샅, 외음부, 질의 통증을 빠르게 완화시켜 준다. 음부신경 마취는 분만단계 중 2기(태아만출 직전)에 주로 행해져, 아기가 산도를 따라 나오는 동안 질과 곧창자 주변 통증을 줄인다. 회음절개술 이전에 시행해도 도움이 된다. 사용하는 마취제로는 작용 시간이 1시간 이하인 클로로포카인보다는 작용 시간이 긴 리도카인이 보통 선호된다.

## 같이 보기
- 음부신경
- 음부신경관
- 국소 마취